# 李建刚
李建刚（1961年11月3日—），男，安徽合肥人，中国等离子体物理专家，中国科学技术大学教授，中国工程院院士。

## 生平
1982年，毕业于哈尔滨工程大学。
2015年，当选中国工程院院士。